# World of Outlaws: Sprint Cars
A World of Outlaws: Sprint Cars vagy észak-amerikai címén World of Outlaws: Sprint Cars 2002 sprint car-versenyvideójáték, melyet a Ratbag Games fejlesztett és az Ignition Entertainment jelentetett meg a PAL régióban, illetve az Infogrames Észak-Amerikában. A játék 2002 áprilisában jelent meg Észak-Amerikában PlayStation 2-re, melyet közel egy évvel később egy Windows-átirat, illetve az PAL régióbeli PlayStation 2-kiadás követett. A World of Outlaws: Sprint Cars korlátozott példányszámban jelent meg, kedvező kritikai fogadtatásban részesült és kultuszjátékká nőtte ki magát.

## Játékmenet
A játékban kettő fő játékmód van; a „játéktermi” és a „karriermód”, előbbi további három almódra van felosztva: bajnokság, egyetlen futam és időfutam. A játékosok a játéktermi módban kiválaszthatják, hogy melyik valós World of Outlaws-pilóta bőrébe bújjanak bele, míg a karriermódban saját pilótát irányítanak.
A karriermód a játék legmélyebb, legrealisztikusabb módja. A mód egyetlen alapteljesítményű autó megvásárlására elegendő pénzzel indul, a játékosoknak kizárólag azokon a pályákon versenyezhetnek, melyekre megengedhetik az elutazást. A játékosok benevezhetnek a kisebb kihívást jelentő regionális futamokra vagy amikor azok az egyik elérhető pályán zajlanak, akár a World of Outlaws-versenyeken is részt vehetnek. A játékosoknak kezdetben ezeken nem sok esélyük van a győzelemre, hogy itt is versenyképesek legyenek először tuningolhatják kell az autójukat vagy jobb teljesítményű autót is vásárolhatnak. Az alacsonyabb szériákban való jó szereplés segít a játékosoknak szponzori támogatást szerezni, amely anyagi forrást biztosíthat a szükséges fejlesztések elvégzésében. A játékosok bármelyik autót eladhatják, vagy egyszerre több autót is megtartanak. A játékosoknak lehetőségük van arra is, hogy kijavítsák a versenyhétvégén keletkezett károkat. Ezek az elszenvedett kár jellegétől 5 dollártól akár többszáz dolláros tételeket is jelenthetnek. A sprintautók irányítása annál bonyolultabb, minél magasabb osztályt képviselnek. A karriermódban szereplő sprintautószállító-félpótkocsit csapattulajdonosként, csapatfőnökként és műszaki igazgatóként tizenhétszeres World of Outlaws-bajnok Karl Kinser valódi tréleréről mintázták.
A játékban tizenkettő licencelt, valós pályáról mintázott, salakborítású oválpálya kapott helyet (Bloomington Speedway, Bristol Motor Speedway, Eldora Speedway, Huset’s Speedway, I-55 Motor Speedway, Knoxville Raceway, Las Vegas Motor Speedway, Lernerville Speedway, Lowe’s Motor Speedway, Silver Dollar Speedway, Terre Haute Action Track, Williams Grove Speedway). Ezek mellett három fikcionális pálya is megnyitható, ezek közül kettő nem egyszerű ovál, vonalvezetésük bonyolultabb, míg a harmadik az Eldora Speedway fikcionális kibővítése; a pályát hó fedi és az oválon belül kettő rámpa és egy jégkorongpálya is van. A játék menete a kiszámíthatatlanságáról ismert; a mesterséges intelligencia által irányított autók valamikor tökéletes köröket futnak, míg máskor összeütköznek és kipördülnek. A pályák salakborítása a megtett körök folyamán gyorsan változhat a laza salak, a kemény felületek és a nyomvályúk megjelenésével. A játék valósághűségének egy másik példája, hogy a játékosnak korlátozott számú sisakrostély-fólia áll rendelkezésére a sisakján felgyülemlő szennyeződés letisztítására.
Minden verseny egy egyórás szabadedzéssel indul, ahol a pilóták az adott pályára szabhatják az autójuk beállításait. A szabadedzést az időmérő követi, ahol a versenyzőknek egy bemelegítő kör megtétele után kettő gyorskör áll a rendelkezésükre. A leggyorsabb kört futó pilóta bizonyos pénzösszeget kap. Az időmérő a kettő előfutam rajtsorrendjét határozza meg; a 12 leggyorsabb pilóta az első, míg a többi tizenkettő a második előfutamban áll rajthoz. A két előfutam 6–6 leggyorsabb versenyzője egyenesen bejut a fő „A-versenybe”, a többi tizenkettő a „B versenyben” folytatja tovább. Az előfutamok után a 6–6 leggyorsabb az A-verseny első tizenkettő rajtsorrendjét meghatározó „trófeafutamban” folytatja. A trófeafutam után a B-verseny következik, aminek a rajtsorrendjét nem az előfutamok eredményei, hanem a kvalifikációs idők határozzák meg. A B-futam legjobb négy helyezettje tovább jut az A-futamba, az 5–12. helyezett pénzjutalmat kap és véget ér a versenyhétvégéjük. Ez után maga a fő A-verseny következik, melynek indulási sorrendje a trófeafutam első hat helyezettje, akiket a trófeafutam 7–12. és a B-futam 1–4. helyezettje követ a kvalifikációs idők szerint.
A játék PlayStation 2-verziójában aszinkron–osztott képernyős kétjátékos mód is szerepel, melyben a játékosok a gyakorlóköröket és a kvalifikációt egymás után, az előfutamot, a trófeafutamot és magát a főversenyt a helyezésüktől függően egymás után vagy osztott képernyőn egyszerre futják. A Windows-átiratban nincs osztott képernyős mód, viszont LAN-on vagy interneten keresztül a helyezésüktől függően akár tízen is játszhatnak egyszerre.
A játékban a 12 licencelt pálya mellett 24 valós World of Outlaws-versenyző (Dale Blaney, Craig Dollansky, Brad Furr, Randy Hannagan, Jac Haudenschild, Johnny Herrera, Andy Hillenburg, Greg Hodnett, Mark Kinser, Steve Kinser, Danny Lasoski, Paul McMahon, Jason Meyers, Brian Paulus, Daryn Pittman, Joey Saldana, Donny Schatz, Tim Shaffer, Jeff Shepard, Stevie Smith, Sammy Swindell, Brooke Tatnell, Tyler Walker és Danny Wood) szerepel. A World of Outlaws: Sprint Cars kommentátorai Brad Doty World of Outlaws-év újonca díj nyertes (1982) és National Sprint Car Hall of Fame-tag, Bobby Gerould World of Outlaws-boxutcai riporter és John Gibson National Sprint Car Hall of Fame-tag és World of Outlaws-kommentátor. A játékban egyetlen zeneszám, a The Living End ausztrál punkabilly-együttes West End Riot című dala kapott helyet. A játék borítóján Mark Kinser #5M Mopar Parts autója látható.
A „Hall of Fame” menüpont alatt többek között a játékban szereplő 24 pilóta és a 12 valós pálya rövid bemutatkozó–bemutatóvideói, valamint egy a sprintcar-versenyzést és a World of Outlaws szervezetet ismertető négyperces videó kapott helyet. Itt tekinthetőek meg a körrekordok és a karriermódban elért legnagyobb pénznyeremények is.

## Fejlesztés és megjelenés
1999-ben a Sony Computer Entertainment Europe (SCEE) két videójátékra szóló szerződést kötött a Ratbag Gameszel. Ezek egyikét Spin: Sprint Car Racing címen 2000 áprilisában mutatta be az SCEE a tervek szerint ebben az évben megjelentetett nyolc címe egyikeként. A játékot mozgás közben először a 2000-es European Computer Trade Shown mutatták be, ekkor már 2001 harmadik negyedévére eltolt kiadási dátummal.
2001-ben a Sony kihátrált a játék mögül, majd az Inforgames vette át a kiadói szerepet. A kiadóváltás után a megvásárolták a játékhoz a World of Outlaws szervezet Sprint Car Series versenysorozatának exkluzív jogait, majd átnevezték World of Outlaws: Sprint Cars 2002-re, ezzel az a második World of Outlaws-licenccel rendelkező videójáték a szintén a Ratbag által fejlesztett, 2000-ben megjelent Dirt Track Racing: Sprint Cars után. A játékot az új címén 2001 májusában, az Electronic Entertainment Expón jelentették be, 2002 januári várható megjelenéssel. A játék megjelenését később 2002. március 5-re halasztották, azonban végül 2002. április 4-én jelent meg nyomott áron. Közel egy évvel később a játékot átírták, majd 2003. február 12-én Windowsra is megjelentették, kizárólag Észak-Amerikában. Az Ignition Entertainment 2003 májusában a PAL régióban, egészen pontosan Európában, Ausztráliában és Új-Zélandon is megjelentette a PlayStation 2-verziót, szintén csökkentett áron.

## Fogadtatás
| Összegzőoldal | Értékelés | Értékelés |
| Összegzőoldal | PC        | PS2       |
| ------------- | --------- | --------- |
| Metacritic    | 83/100    | 80/100    |

| Szerző           | Értékelés | Értékelés |
| Szerző           | PC        | PS2       |
| ---------------- | --------- | --------- |
| 576 Konzol       | N/A       | 5/10      |
| AllGame          | N/A       | [ 22 ]    |
| CGM              | [ 23 ]    | N/A       |
| CGW              | [ 24 ]    | N/A       |
| EP Daily         | N/A       | 9/10      |
| GamePro          | N/A       | [ 26 ]    |
| GameSpot         | 7,9/10    | 6,7/10    |
| GameSpy          | [ 28 ]    | 94%       |
| IGN              | 8,5/10    | 7,3/10    |
| OPM (US)         | N/A       | [ 31 ]    |
| PC Gamer (US)    | 85%       | N/A       |
| PC PowerPlay     | 76/100    | N/A       |
| X-Play           | [ 34 ]    | N/A       |
| Operation Sports | 8/10      | 10/10     |

A játék „általánosságban kedvező” kritikai fogadtatásban részesült a Metacritic kritikaösszegző weboldal adatai szerint. A játék a 2002-es év ötvenegyedik legmagasabb kritikai átlagpontszámot elérő PlayStation 2-címe, illetve 2003 harmincötödik legjobb kritikai fogadtatásban részesült személyi számítógépes játéka lett. A kritikusok elsősorban a játék vezetési fizikáját és mesterséges intelligenciáját dicsérték, ezzel szemben viszont a grafikát és a hangokat már számos publikáció negatívumként emelte ki, illetve legtöbbjük egyetértett abban, hogy a játék betanulási görbéje kifejezetten meredek, ami mellett még maga a sprintcar-versenyzés is elidegenítheti a játékosokat.
A World of Outlaws: Sprint Cars fizikai modelljét számos kritikus dicsérte. A GameSpy szerint a játék „ultrarealisztikus” vezetési fizikája „abszolút első osztályú”, amely „tökéletesen átadja azt az érzést, amikor a gumi a salakkal érintkezik”. A GameSpot szerint a játék fizikájának köszönhetően a játékosok „megtanulhatják értékelni ennek a versenyzési stílusnak az árnyalatait”. A Traxion szerint a játék fizikája még 2022-ben is megállja a helyét.
A mesterséges intelligencia is számos dicséretet kapott. A GameSpy szerint a játék mesterséges intelligenciája „már-már emberszerű a minőség és következetesség tekintetében”, illetve megjegyezte, hogy a mesterséges intelligencia által nyújtott verseny annyira jó, hogy „néha úgy fogod érezni, hogy egy ilyen [ritkán 15 kört meghaladó] sprint után egy 50 körös maratont futottál volna le”. Az IGN szerint „az ellenfelek mesterséges intelligenciája az egyik legjobb, vagy legalábbis legkiszámíthatatlanabb, amit valaha egy versenyjátékban láttam. […] Az emberekhez hasonlóan alkalmanként teljesen véletlenszerű dolgokat csinálnak, de gyakrabban, mint nem, rendkívül jól vezetnek, egy belsőbb kanyarívben próbálnak megelőzni, bevágnak eléd csakhogy nekiütközzenek egy másik autónak elveszítve ezzel a vezetést, vagy egyszerűen csak jól, mint egy tapasztalt veterán vezetnek.” Az IGN egyik másik elemzésében ezzel szemben úgy gondolta, hogy a mesterséges intelligencia teljesítménye „a kompetenstől a mélységesen rosszig terjed. Bristolban a mesterséges intelligencia által irányított autók ijesztő rendszerességgel ütöttek ki engem és egymást, míg más pályákon úgy éreztem, hogy fegyelmezettebb módon versenyeztek.”
A grafikát számos kritika érte. A GameSpot szerint az átlag alatti; „a grafika nem különösebben részletgazdag, habár az autómodellek és a textúrák elég frankók. A játék egyhangú, földhözragadt külsővel rendelkezik, ami nagyon monotonná válik, különösen, ha figyelembe vesszük a versenyenként teljesítendő körök magas számát. A játékban lényegében csak a mind nagyon hasonló pályákat, illetve a garázsodat fogod látni. Legalább a salak világosabb vagy sötétebb annak függvényében, hogy a nap melyik szakaszában versenyzel”. A Computer Games Magazine szerint ugyan a grafika szép, azonban nem ér fel a Papyrus Design Group vagy az EA Sports versenyjátékaihoz. A GamePro ezzel szemben dicsérte a grafikát, kiemelve a „nagyszerű” autómodelleket és a részletgazdag pályákat, míg a GameSpy szerint a World of Outlaws: Sprint Cars a Ratbag Games addigi legcsinosabb játéka, amely e tekintetben hatalmasat fejlődött a Dirt Track Racing 2-höz viszonyítva. A GameSpy egy másik elemzésében megjegyezte, hogy a játék elmarad a Gran Turismo 3 képi világától, azonban így is „elismerésre méltó munkát végez a profi sprintcar-versenyzés sebességének és salakhányó akcióinak közvetítésében. A képfrissítés konzisztensen a 60 FPS-es tartományban mozog, és néhány valós idejű megvilágítási effekt jelentősen növeli az általános vizuális hatást.” A PC Gamer szerint ugyan „a grafika nem olyan éles vagy úttörő, mint az olyan rivális játékok esetében, mint a NASCAR Racing 2003, de mégis jól végzi a dolgát.” A PC PowerPlay is hasonló véleményen volt; kiemelve, hogy a grafika ugyan „jó”, azonban elmarad a Grand Prix 4-től. Az X-Play szerint „a grafika ugyan gyönyörű, azonban alkalmanként befejezetlen. Az autók gyönyörűen modellezettek, a megvilágítási effektek lenyűgözőek, míg a nézők fotórealisztikus képekből állnak. […] Hiányzik néhány részlet, amely teljessé tenné a képet. A nézők statikusak és kétdimenziósak. A külső versenykamerákban egy olyan pilóta látható, aki sosem dől oldalra vagy forgatja a kormányt. […] Mégis, ezek csak apróbb pontok egy olyan játék esetében, amely kiváló grafikával rendelkezik.”
Az Operation Sports weboldal kritizálta azokat az elemzéseket, amelyek 60–70/100-as értékelést adtak a játékra és a játék tartalmát, nem magát a játékot kritizálták. Azt is kiemelte, hogy ezen elemzések és az olvasói értékelések, melyek rendszerint 9/10 pontszám körül mozogtak, között hatalmas az eltérés. „A játékot azért hibáztatni, amiért «elszédít» vagy «csak egy pár oválpályán versenyzünk» annak lekicsinylése a rövid látásmód miatt. […] Mindent összevetve a WoO messze a legjobb versenyjáték, amit valaha is konzolokon játszottam. Persze, sokat kell balra kanyarodni, de mivel országszerte milliókat köt le hétvégenként, minden bizonnyal megvan a piaca. Ha túl tudod tenni magad azon a rövidlátású szemléleten, hogy mi van a játékban és meglátod, hogy mi maga a játék, akkor nagy élményben lesz részed.”
Több publikáció is negatívumként emelte ki, hogy a játék nem tartalmaz elegendő újdonságot és a legtöbb újítása inkrementális a Ratbag korábbi játékaihoz viszonyítva. A PC PowerPlay éppen ezért inkább a Dirt Track Racing 2-t ajánlotta az autók és a pályák tekintetében nyújtott nagyobb változatossága miatt.
2004 februárjáig 12 000 példányt adtak el a játékból Ausztráliában. A World of Outlaws: Sprint Cars nyerte el a 10. Australian Interactive Media Industry Association Awards díjátadó „Legjobb játék” kategóriáját.

## Fordítás
- Ez a szócikk részben vagy egészben  a   World of Outlaws: Sprint Cars 2002 című angol Wikipédia-szócikk ezen változatának fordításán alapul.  Az eredeti cikk szerkesztőit annak laptörténete sorolja fel. Ez a jelzés csupán a megfogalmazás eredetét és a szerzői jogokat jelzi, nem szolgál a cikkben szereplő információk forrásmegjelöléseként.